# Heinz Weifenbach
Heinz Weifenbach (* 11. Juli 1939 in Hemer, Nordrhein-Westfalen; † 21. Februar 2015) war ein deutscher Eishockeyfunktionär, der die sportlich erfolgreichste Zeit des ECD Iserlohn verantwortete. Bundesweite Bekanntheit erlangte er in den 1980er Jahren, als er für den ECD einen Werbevertrag mit dem libyschen Machthaber Muammar al-Gaddafi vereinbarte.

## Werdegang
Der gelernte Maurer und Bauunternehmer begann seine Funktionärskarriere als Vorsitzender der Nachwuchs-Abteilung des EC Deilinghofen, zuvor war er viele Jahre Fan des ECD. Anfang 1981, der Verein hieß mittlerweile ECD Iserlohn, löste er Wilhelm Gosselke als Vereinsvorsitzenden ab. Aus den späten 1970er Jahren wurde dem neuen Chef ein hoher Schuldenbetrag überlassen. 
Dennoch startete mit Weifenbach die schillerndste Zeit des Iserlohner Eishockeys. Er verpflichtete Stars wie den Finnen Martti Jarkko oder NHL-Star Jaroslav Pouzar sowie 1983/84 Trainer Gerhard Kießling und sorgte für einige hochkarätige Sponsoren wie Mario Ohoven. Unter seiner Führung etablierte sich der ECD Iserlohn in der Eishockey-Bundesliga und erreichte in der Saison 1985/86 erstmals in der Vereinsgeschichte das Halbfinale um die Deutsche Meisterschaft.
Vor der Saison 1986/87 wurde dann erstmals die Schattenseite seiner Arbeit deutlich: Das Finanzamt Iserlohn ließ Geschäftsräume des ECD Iserlohn und Wohnungen der Spieler wegen 5,8 Millionen DM Steuerschulden durchsuchen. Um den Verein doch noch zu retten, reiste Weifenbach, der auch einen Großteil seines Privatvermögens in den Club investierte, zusammen mit Hans Meyer  zu Libyens Staatschef Muammar al-Gaddafi. Er versuchte, durch einen mit 1,5 Millionen DM dotierten Werbevertrag für Gaddafis „Grünes Buch“ die Schulden zu drücken. Der ECD Iserlohn lief mit Trikotwerbung vom „Grünen Buch“ im Bundesliga-Spiel gegen den SB Rosenheim auf. Dies sorgte für große Aufregung. Namhafte Politiker verurteilten Weifenbachs Aktion. Während der Saison 1987/88 musste der ECD Iserlohn Konkurs anmelden.
Am 9. Oktober 1991 trat Weifenbach als Präsident des ECD Sauerland zurück, da Presseberichten zufolge Sponsoren in Wartestellung standen, die den Verein erst unterstützen wollten, wenn Weifenbach abgetreten ist.
In den 1990er Jahren erwarb er Gut Rödinghausen und baute es um. Den Kaminsaal stattete er mit Stuckleisten und Seidentapete aus, im Bad darüber installierte er einen großen Whirlpool – grenzwertig schwer für das hölzerne Gebälk. 
Heinz Weifenbach, der auf fast jedem Foto mit Zigarre abgebildet war, wurde wegen Steuerhinterziehung am 30. Juni 1993 zu einer vierjährigen Freiheitsstrafe verurteilt.
Zuletzt lebte er mit seiner Ehefrau im Rheinland. Der gebürtige Hemeraner hatte sich vollständig aus der Eishockey-Szene zurückgezogen und widmete sich wieder vor allem Bauprojekten.